# آبل براگا
آبل براگا (به پرتغالی: Abel Carlos da Silva Braga) مهاجم اهل برزیل است که در شهر ریودو ژانیرو و در تاریخ ۱ سپتامبر ۱۹۵۲ به دنیا آمده‌است.
آبل براگا در تیم‌های فوتبال Fluminense ،واسکو دوگاما، پاری سن ژرمن، کروزیرو، Botafogo و Goytacaz سابقهٔ حضور دارد. این بازیکن همچنین در سال ۱۹۷۸ برای تیم ملی فوتبال برزیل به میدان رفته‌است